# Auguste Nougarède de Fayet
Pour les autres membres de la famille, voir André Jean Simon Nougarède de Fayet.
Pour les articles homonymes, voir Fayet.
Auguste, 2e baron Nougarède de Fayet (6 avril 1811 à Paris - 18 août 1853 à Montpellier), est un écrivain et homme politique français.

## Biographie
Fils de André Jean Simon, baron Nougarède de Fayet et de l'Empire, et petit-fils, par sa mère, de Bigot de Préameneu, ancien ministre des cultes, Auguste fut admis à l'École polytechnique (23 octobre 1831-1833), et s'adonna à d'intéressants travaux historiques et scientifiques.
Partisan de la politique de Louis-Napoléon Bonaparte, il fut, le 29 février 1852, élu, comme candidat du gouvernement, député au Corps législatif dans la 3e circonscription de l'Aveyron, par 20 382 voix (20 544 votants, 35 094 inscrits).
Le baron de Nogaret représentait, douze ans auparavant, l'arrondissement de Millau à la Chambre des députés. On ne saurait croire combien l'analogie de son nom avec celui de M. Nougarède de Fayet aida la candidature de ce dernier. Il n'y avait qu'un petit déplacement de particule. Au reste, M. Nougarède n'avait pas besoin de cet appui. Le nom de sa famille était honorablement connu dans la magistrature qui conservait le souvenir de André Jean Simon Nougarède de Fayet, président de chambre à la cour impériale de Paris.
Il prit part au rétablissement de l'Empire et fit partie de la majorité dynastique. S'occupant au Corps législatif de questions économiques, il publia des travaux sur le crédit foncier. Décédé en août 1853, il fut remplacé, le 4 septembre suivant, par M. Auguste Chevalier.
Il se fit connaître par la publication d'un très grand nombre d'ouvrages sur divers sujets.

### Vie familiale
Fils de André Jean Simon, baron Nougarède de Fayet (20 septembre 1765 - Montpellier ✝ 20 août 1845 - Paris), et de Eulalie Jeanne Marie Félicité (22 septembre 1781 ✝ 13 avril 1866 - Paris, fille du comte-ministre Félix Julien Jean Bigot de Préameneu (1747 ✝ 1825)), Auguste resta sans union ni postérité.

## Fonctions
- Député de l'Aveyron (29 février 1852 - 1853).

## Titres
- 2e baron de Fayet.

## Règlement d'armoiries
« Armes des Nougarède de Fayet sous l'Ancien Régime : D'or au noyer au naturel, terrassé de sinople, senestré d'une étoile de gueules soutenu d'un croissant du même. »

 Armes parlantes.
Noyer/Nougarède

## Publications
- Du duel sous le rapport de la législation et des mœurs, suivi de l'ordonnance de Louis XIV en 1651, du réquisitoire de M. Dupin, procureur général, et de l'arrêt de la cour de cassation du 22 juin, Paris, Capelle, 1838, in-8 de 112 p., Google Livres.
- De l'Électricité dans ses rapports avec la lumière, la chaleur et la constitution des corps, Paris, Capelle, 1839, in-8 de 120 p.
- Notions générales sur les sciences mathématiques et physiques, Paris, Capelle, 1842, in-18, anglais.
- Essai sur la constitution romaine, et sur les révolutions qu'elle a éprouvée jusqu'à l'établissement du despotisme militaire des empereurs, Paris, Capelle, Ledoyen, 1842, in-8 :
  - L'introduction de cet ouvrage a paru à part, sous le titre de : Essai sur la constitution romaine, Paris, Capelle, 1842, in-8 de 32 p.
- Essai sur les causes mécaniques de la circulation du sang (1842), in-8.
- Des Anciens Peuples de l'Europe, et de leurs premières migrations, pour servir d'introduction à l'Histoire de France jusqu'à la fin du règne de Louis XIV, Paris, F. Didot, 1842, in-8 avec 7 cartes, Google Livres.
- De la Conquête et de Clovis. Paris, Ch. Gosselin, 1843, in-8 de 76 p.
- Des Systèmes en histoire, et notamment du système émis par M. de Barante dans la préface de son Histoire des ducs de Bourgogne. Paris, impr. de Crapelet, 1843, in-8 de 112 p.
- Notice sur la vie et les travaux de M. le comte Bigot de Préameneu, ministre des cultes sous l'empire, l'un des trois rédacteurs du Projet de Code civil. Paris, impr. de Crapelet, 1843, in-8 de 76 p. avec un portrait.
- Des Hypothèses sur la lumière, et de l'éther (1843), in-8.
- Recherches historiques sur le procès et la condamnation du duc d'Enghien. Paris, impr. Crapelet, 1844, 2 vol. in-8, Google Livres :
  - Dans la préface, on lit : « La majeure partie des pièces (de la procédure) avait été déposée, par ordre du premier consul, dans les archives de la secrétairerie d'État. En 1814, ces pièces ont été détruites, et les fragments que nous avons pu reproduire sont dus ou à des extraits faits à l'époque du procès, ou au souvenir des personnes qui les avaient eues entre les mains. ».
- Lettres sur l'Angleterre et sur la France, du mois d'avril au mois de novembre 1845, Paris, Amyot, 1847, 3 vol. in-8, Google Livres.
- Nouvelles Bases d'une théorie physique et chimique. Constitution intime des corps. Réunion en un même agent de l'électricité, de la lumière et de la chaleur (1848), in-8, Google Livres.
- De la Constitution républicaine à donner à la France, et du danger d'une assemblée unique (1848), in-8.
- Note sur l'assistance publique en Angleterre et en France (1849), in-8.
- Du socialisme et des associations entre ouvriers. Mesures à prendre à l'égard des ouvriers (1849), in-8.
- Questions économiques et sociales (1849), in-12.
- Révision de la constitution (1849), in-8.
- Les Blessés de février (1849), in-8.
- La Centralisation, ses règles, son emploi, ses avantages (1849), in-8.
- La vérité sur la révolution de février 1848, publié par Amyot, 1850.